# IV. Antef
IV. Antef (más számozással V. Antef, uralkodói nevén Szehotepkaré) az ókori egyiptomi XIII. dinasztia egyik uralkodója. Memphiszből kormányzott, kevesebb mint tíz évig, i. e. 1759 és 1749 között valamikor, esetleg i. e. 1710 körül.

## Említései
Nevét említi a torinói királylista (Kim Ryholt számozása szerint a hetedik oszlop 22. sora, az Alan Gardiner és Jürgen von Beckerath által használt számozás szerint a hatodik oszlop 22. sora). A papirusz Imiermesa és Széth Meribré közé teszi. Emellett említi a karnaki királylista is. Ezeken kívül említi egy ülőszobor alsó része Renenutet istennő templomkomplexumából a Fajjúmban található Medinet Madiból. A szobor ma a kairói Egyiptomi Múzeumban található (JE 67834).

## Helye a kronológiában
Antef pontos helye a kronológiában nem ismert, mert az őt megelőző királyokkal kapcsolatban sok a bizonytalanság. Darrell Baker szerint dinasztiája 23. uralkodója, Ryholt szerint a 24., von Beckerath szerint a 19. Ryholt úgy tartja, Szehetopkaré Antef az ötödik uralkodó volt, aki az Antef nevet viselte, Aidan Dodson, von Beckerath és Darrell Baker viszont IV. Antefnek nevezik.
Uralkodásának pontos hossza nem ismert, mert a torinói papirusz sérült, csak a vége látszik: „… és 3 nap”. Kim Ryholt szerint az egymást követő Imiermesa, Szehotepkaré Antef és Széth Meribré összesen tíz évig uralkodtak. 
A XIII. dinasztia idején íródott Boulaq 18 papirusz fontos bizonyíték lehet Antef uralkodásának hosszát tekintve. A papirusz többek közt beszámol a királyi családról, megemlíti a király tíz lánytestvérét, ismeretlen számú fiútestvérét, három lányát, egy Redienef nevű fiát és egy Aya nevű királynét. Bár a király neve a papirusz sérülése miatt nem olvasható, Ryholt elemzése szerint csak Imiermesáról vagy Szehotepkaré Antefről lehet szó. Ez azért lényeges, mert a papirusz megemlíti a király 3. és 5. uralkodási évét is. Emellett az „5. év aratás évszaka 3. havának 18. napja” ismert egy befejezetlen piramiskomplexumból Hendzser piramisa mellett. Ez a déli dél-szakkarai piramis néven ismert piramis talán Imiermesa vagy Antef számára épült.
Nem tudni pontosan, hogy ért véget Antef uralkodása, de a tény, hogy utóda, Széth Meribré nem utalt apjára nevében, azt jelenti, nem volt királyi születésű. Ryholt ebből arra következtet, hogy proposes that Széth Meribré uszurpálta a trónt.

## Fordítás
- Ez a szócikk részben vagy egészben  a   Sehetepkare Intef című angol Wikipédia-szócikk ezen változatának fordításán alapul.  Az eredeti cikk szerkesztőit annak laptörténete sorolja fel. Ez a jelzés csupán a megfogalmazás eredetét és a szerzői jogokat jelzi, nem szolgál a cikkben szereplő információk forrásmegjelöléseként.